# Джубгинская ТЭС
Джубгинская ТЭС — газотурбинная электростанция, расположенная в Джубгском городском поселении Туапсинского района Краснодарского края. Входит в состав АО «Интер РАО — Электрогенерация», объединяющей генерирующие активы Группы «Интер РАО».
Поставляет электрическую энергию и мощность на оптовый рынок электрической энергии и мощности. Является объектом программы ДПМ. Установленная электрическая мощность — 198 МВт.
Станция построена для обеспечения дополнительными мощностями объектов зимней Олимпиады 2014 года и покрытия регионального энергодефицита.

## История
Сооружение Джубгинской ТЭС и необходимой инфраструктуры (воздушные линии 220 кВ для выдачи мощности и газопровод-отвод) было включено в правительственную программу строительства олимпийских объектов и развития города Сочи как горноклиматического курорта.
Джубгинская ТЭС также была включена в перечень генерирующих объектов, с использованием которых будет осуществляться поставка мощности по договорам о предоставлении мощности, гарантирующим инвесторам возврат вложенных инвестиций.
Строительство станции началось весной 2010 года, инвестором выступила ОАО «ОГК-3», в 2011 году вошедшая в состав Группы «Интер РАО». В качестве основного оборудования были выбраны газовые турбины LMS100PB производства GE. При этом компания стала одним из первых заказчиков подобного оборудования (турбины, установленные на Джубгинской ТЭС, имеют заводские серийные номера 2 и 3). Проектная мощность — 180 МВт, с выдачей в сети 110 кВ и 220 кВ.
Генподрядчик строительства Джубгинской ТЭС — подконтрольная Интер РАО компания ЗАО «Кварц — Новые Технологии».
С 1 ноября 2013 года ТЭС начала поставку электрической энергии на оптовый рынок. Ввод станции был направлен на решение проблемы регионального энергодефицита и покрытия пиковой нагрузки во время проведения Олимпийских игр в Сочи в 2014 году.

## Описание
Установленная электрическая мощность Джубгинской ТЭС на 1 июля 2016 года — 198 МВт, отпуск тепловой энергии не предусмотрен.
Станция оборудована двумя авиапроизводными газотурбинными установками LMS100PB производства GE с высоким показателем эффективности (КПД 42 % в простом цикле), что достигается за счет промежуточного охлаждения воздуха в интеркулере (в процессе его сжатия перед подачей в камеру сгорания). Турбины оснащены камерами сгорания с сухим подавлением окислов (DLE).
Другой особенностью ГТУ Джубгинской ТЭС является высокая манёвренность и возможность пуска за 10 минут (из холодного режима до полной нагрузки).
Основное топливо — природный газ, поступающий по отводу от магистрального газопровода «Голубой поток».